# Uzbekistans Davis Cup-lag
Uzbekistans Davis Cup-lag styrs av Uzbekistans tennisförbund och representerar Uzbekistan i tennisturneringen Davis Cup, tidigare International Lawn Tennis Challenge. Uzbekistan debuterade i sammanhanget 1994, och kvalade till elitdivisionen fyra år i rad under perioden 1998 -2001.